# 日本理科学検定
日本理科学検定（にほんりかがくけんてい）は、日本理科学検定協会が実施していた理科の検定。資格としては民間資格。一般に理科学検定または理検と称し受検者数も順調に増加していた。理科学検定は財団法人日本数学検定協会の関連事業として実施していたところ、文部科学省の担当官から、権益が大きくなり過ぎるとの指摘を受け、第43回検定（2009年（平成21年）12月5日実施）を最後に、2010年（平成22年）1月以降の理科学検定の休止が発表され（suken ２０年のあゆみを参照）2010年3月に解散した。
2012年（平成24年）4月「日本理科検定協会」が新たに発足、「日本理科学検定協会」は解散した。現在は実用理科技能検定が実施されている。

## 試験の概要

### 受験級
- 1級 - 環境・健康・技術の管理
  - 超高度技術の開発・生命現象・生環境の確保・新エネルギー開発・特許等知的財産戦略等について、国際社会で競争できる理科学的な知見を有し、これらの理科学的な知見を高めながら、未来社会に役立つ新たな情報を生み出す卓越した能力とこれらを管理し統合する能力を有している段階
- 準1級 - 環境・健康・技術の応用
  - 高度の技術開発・生命の維持・環境の保全・省エネルギー対策・特許対策等について、国際社会で通用する理科学的な知見を統合して、未来社会に役立つ新たな情報を生み出す能力とこれらを管理する能力を有している段階
- 2級 - 高等学校基礎レベル～高等学校応用レベル
  - 社会活動を広範囲に行いながら、社会に役立つ技術の開発に必要な条件や人の健康に関わる環境問題の因果関係を、得られたデータや情報から論理的に把握でき、これらの検討結果から新たな情報を生み出し、社会に還元することのできる理科学的な知見を有している段階
- 準2級 - 中学校3年から高等学校基礎レベル
  - 社会活動を通して、理科学の基礎・基本を広げて、社会現象の規則や変化を観察したり、生命現象の新たな情報を把握でき、これらの観察結果や情報をグラフや表に整理し、合理的に表現したり、説明したりできる理科学的な知見を有している段階
- 3級 - 中学校1年から中学校3年レベル
  - 社会生活を営みながら、理科学の基礎・基本を活用する範囲を広げて、生命体と生環境の関係を把握する等の新たな発見や経験から得られた結果を統合して理論的に説明できる段階
- 4級 - 小学校6年から中学校2年レベル
  - 社会生活を通じ、理科学の基礎・基本を活用してものごとや生命の成り立ちの仕組み等を把握し、観察や経験から得られた結果について理論的に説明できる段階
- 5級 - 小学校5年から中学校1年レベル
  - 日常の生活を営みながら、ものの特徴や自分との関わり、生命の不思議さや大切さ等、理科学的な基礎・基本現象の仕組みを想像したり、体験や学習活動を通し把握できる段階
- 6級 - 小学校3年から小学校5年レベル
  - 日常の生活で体験する現象や、ものの色・形・動き・状態等理科学の基礎・基本を、体感を通して把握できる段階

### 実施の概要
個人受験は年4回（6月・10月・12月・2月）実施されており、実施校のほか、日本全国に設置される公開受験会場（準公開受験会場も含む）で受験できる。団体受験の場合は、準会場と団体受験会場を利用する。

### 合格基準
- 1級 - 900点
- 準1級 - 800点
- 2級 - 700点
- 準2級 - 600点
- 3級 - 500点
- 4級 - 400点
- 5級 - 350点
- 6級 - 300点